# أوستين برايس
أوستين برايس (بالإنجليزية: Austin Brice) هو لاعب محترف لكرة القاعدة ‏ أمريكي، ولد في 19 يونيو 1992 في بيتسبورو في الولايات المتحدة.

## وصلات خارجية
- أوستين برايس على موقع دوري كرة القاعدة الرئيسي (الإنجليزية)
- أوستين برايس على موقعبيزبول رفرنس.كوم (الدوري الرئيسي) (الإنجليزية)
- أوستين برايس على موقعبيزبول رفرنس.كوم (الدوري الثانوي) (الإنجليزية)
- أوستين برايس على موقع إي إس بي إن.كوم (أم.أل.بي) (الإنجليزية)
- أوستين برايس على موقع مشجعي الرسوم البيانية (الإنجليزية)